# Turbonilla macandreae
Turbonilla macandreae is een slakkensoort uit de familie van de Pyramidellidae. De wetenschappelijke naam van de soort is voor het eerst geldig gepubliceerd in 1871 door H. Adams.